# المجلس الإسلامي العالمي للدعوة والإغاثة
المجلس الإسلامي العالمي للدعوة والإغاثة، هيئة إسلامية عالمية يضطلع بمهمة التنسيق بين جهود ما يزيد عن مائة من الهيئات والمنظمات الإسلامية الشعبية والرسمية في العالم.
ويرأسه فضيلة شيخ الأزهر مع ثلاثة نواب هم المشير عبد الرحمن سوار الذهب والشيخ يوسف جاسم الحجي والدكتور عبد الله بن صالح العبيد، والأمين العام للمجلس معالي الدكتور عبد الله بن عمر نصيف، وتضم هيئة الرئاسة رؤساء اللجان المتخصصة.

## أهدافه
أهداف المجلس الإسلامي العالمي للدعوة والإغاثة:
- العمل على ترشيد العمل الإسلامي وأنشطته المتنوعة لتنتظم جهود الأمة الإسلامية الشعبية والرسمية في خدمة قضايا المسلمين العادلة.
- الارتقاء بالعمل الإسلامي ليكون على مستوى رسالة الإسلام الحضارية في التأكيد على وحدة الأسرة البشرية وتحقيق التعارف بين الناس.
- تفعيل القيم الإيمانية الربانية لضمان كرامة الإنسان وتحقيق الأمن والعدل في الأرض وفق إرادة الله.

## لجان المجلس
- لجنة التعليم والدعوة والفكر
- لجنة الإغاثة العامة
- المنتدى الإسلامي العالمي للحوار
- لجنة التمويل والاستثمار
- لجنة الإعلام والنشر والمعلومات
- لجنة الشباب
- لجنة الأقليات الإسلامية
- اللجنة الإسلامية العالمية للمرأة والطفل
- اللجنة الإسلامية العالمية لحقوق الإنسان
- اللجنة الإسلامية العالمية للقدس وفلسطين
- لجنة أفريقيا

## المنظمات الأعضاء في المجلس الإسلامي العالمي للدعوة والإغاثة
يتألف المجلس الإسلامي العالمي للدعوة والإغاثة من الهيئات والمنظمات والجمعيات الآتية:

### نيجيريا
- جمعية الوقف الإسلامي للتربية والارشاد

### جنوب أفريقيا
- شبكة الدعو الإسلامية للجنوب الأفريقي

### موريتانيا
- التجمع الثقافي الإسلامي في موريتانيا وغرب أفريقيا

### المملكة العربية السعودية
- الاتحاد العالمي للمدارس العربية الإسلامية الدولية
- مؤسسة مكة المكرمة الخيرية
- المنتدى الإسلامي العالمي للحوار
- الهيئة العالمية لتحفيظ القرآن الكريم
- الهيئة العالمية للتعريف بالإسلام
- وزارة الشؤون الإسلامية والاوقاف والدعوة والإرشاد
- هيئة الإغاثة الإسلامية العالمية
- رابطة العالم الإسلامي
- الهيئة العالمية للإعجاز العلمي في القرآن والسنة
- مجموعة دلة البركة "اقراء" للعلاقات الإنسانية
- مؤسسة الملك فيصل الخيرية
- المجلس الدائم لصندوق التضامن الإسلامي بمنظمة المؤتمر الإسلامي
- الندوة العالمية للشباب الإسلامي
- الاتحاد العالمي للكشاف المسلم

### السودان
- منظمة الدعوة الإسلامية
- الهيئة الوطنية للإغاثة
- وزارة الاوقاف والارشاد
- الوكالة الإسلامية للإغاثة
- هيئة الدعوة والإرشاد الإسلامي

### لبنان
- مؤسسة القدس الدولية
- جمعية الوعى والمواساة الخيرية
- جمعية الانقاذ الإسلامية اللبنانية
- دار الفتوى
- الجمعية الخيرية الشيشانية - أذربيجان

### المغرب
- رابطة علماء المغرب والسنغال
- جمعية الإمام البخاري
- جمعية الثقافة الإسلامية

### مصر
- لجنة الإغاثة والطوارئ- اتحاد الاطباء العرب
- الجمعية الشرعية الرئيسية لتعاون العاملين بالكتاب والسنة المحمدية
- وزارة الأوقاف المصرية
- لجنة الاغاثة الإنسانية بنقابة أطباء مصر
- جمعية الهداية الإسلامية
- الجامع الأزهر
- الاتحاد العالمي للمدارس العربية الإسلامية الدولية

### الإمارات
- هيئة الاعمال الخيرية
- وزارة الشؤون الإسلامية والأوقاف
- جمعية الإصلاح والتوجيه الاجتماعي

### البحرين
- جمعية الإصلاح

### إثيوبيا
- المجلس الأعلى للشؤون الإسلامية

### قطر
- وزارة الأوقاف والشؤون الإسلامية
- جمعية قطر الخيرية
- جمعية البلاغ الثقافية لخدمة الإسلام على الإنترنت

### فلسطين
- الجمعية الإسلامية محافظات غزة
- جمعية الأقصى لرعاية الاوقاف والمقدسات الإسلامية

### الكويت
- جمعية العون المباشر - لجنة مسلمي أفريقيا
- بيت الزكاة الكويتي
- الهيئة الخيرية الإسلامية العالمية
- اللجنة الكويتية المشتركة للإغاثة
- جمعية أحياء التراث الإسلامي
- جمعية عبد الله النوري الخيرية
- وزارة الأوقاف والشؤون الإسلامية الكويتية
- جمعية الإصلاح الاجتماعي - الأمانة العامة للجان الخيرية

### الأردن
- الهيئة الخيرية الأردنية الهاشمية للإغاثة والتنمية والتعاون العربي
- المؤتمر الإسلامي العام لبيت المقدس
- وزارة الاوقاف والشؤون والمقدسات الإسلامية

### اليمن
- جمعية الاصلاح الاجتماعي الخيرية

### سوريا
- معهد دار الأرقم بن أبي الأرقم الشرعية
- مجمع الشيخ أحمد كفتارو

### باكستان
- مؤتمر العالم الإسلامي

### إندونسيا
- المجلس الأعلى الإندونيسي للدعوة الإسلامية

### تركيا
- الاتحاد الإسلامي الطلابية

### الولايات المتحدة الأمريكية
- مجمع فقهاء الشريعة بأمريكا
- الاتحاد الإسلامي في أمريكا الشمالية
- الجامعة الأمريكية المفتوحة
- الاتحاد العالمي للجمعيات الطبية الإسلامية

### سويسرا
- اتحاد المنظمات الإسلامية في أوروبا

### روسيا
- مؤسسة زمزم الخيرية

### هولندا
- مؤسسة الوقف الإسلامي

### فرنسا
- اتحاد المنظمات الإسلامية في فرنسا

### المملكة المتحدة
- فريق العون الصحى الدولي
- جمعية علماء بريطانيا
- الإغاثة الإسلامية
- مؤسسة الإغاثة الإنسانية
- الصندوق الفلسطيني للإغاثة والتنمية

### الأرجنتين
- المنظمة الإسلامية لأمريكا اللاتينية

### أستراليا
- المركز الثقافي الإسلامي